# Acanthosoma
Acanthosoma (лат.) — род клопов из семейства древесных щитников.
Палеарктика, Юго-Восточная Азия и Австралазия.

## Описание
Длина тела около 1 см (от 9 до 16 мм). От близких родов отличается следующими признаками: мезостернальный выступ не простирается назад между средними тазиками; плечевые углы переднеспинки либо угловато выражены, либо сформированы в короткие или длинные отростки, которые могут быть шиповидными; переднеспинка сильно наклонена; отверстие ароматической железы удлинённое, занимает две трети или более ширины метаплевры. Антенны 5-члениковые. Лапки состоят из двух сегментов. Щитик треугольный и достигает середины брюшка, голени без шипов.

## Классификация
В состав рода включают около 20 видов.
- Acanthosoma alaticorne Walker, 1868
- Acanthosoma crassicaudum Jakovlev, 1880
- Acanthosoma denticaudum Jakovlev, 1880
- Acanthosoma fallax
- Acanthosoma firmatum (Walker, 1868)
- Acanthosoma forfex
- Acanthosoma forficula Jakovlev, 1880
- Acanthosoma haemorrhoidale (Linnaeus, 1758)
- Acanthosoma hampsoni (Distant, 1900)
- Acanthosoma labiduroides Jakovlev, 1880
- Acanthosoma murreanum (Distant, 1900)
- Acanthosoma nigricorne Walker, 1868
- Acanthosoma nigrodorsum
- Acanthosoma rufescens Dallas, 1851
- Acanthosoma rufispinum (Distant, 1887)
- Acanthosoma sichuanense (Liu, 1980)
- Acanthosoma spinicolle Jakovlev, 1880
- Acanthosoma tauriforme (Distant, 1887)
- † Acanthosoma debile Förster, 1891
- † Acanthosoma joursacensis Piton, 1933
- † Acanthosoma livida Heer, 1853
- † Acanthosoma maculata Heer, 1853
- † Acanthosoma morloti Heer, 1853